# Чемпіонат світу з футболу 2014
Чемпіонат світу з футболу 2014 — 20-й чемпіонат світу з футболу ФІФА, фінальний етап якого відбувся з 12 червня по 13 липня 2014 року в Бразилії. Чемпіоном світу вчетверте у своїй історії стала збірна Німеччини.
У фінальній частині турніру взяли участь 736 гравців, що представляли 32 команди, вони змагалися за трофей Кубка світу на 12 стадіонах по всій Бразилії. Команди-учасниці були відібрані за результатами кваліфікаційного раунду, який почався в червні 2011 року.
Уперше на чемпіонаті світу використовувалися технології визначення голу та зникний спрей.
Бразилія вже вдруге прийняла мундіаль. Уперше країна приймала чемпіонат у 1950 році.
Чемпіонат світу проводиться раз на чотири роки; попередній турнір був проведений у Південно-Африканській Республіці, а у 2018 році мундіаль провели в Росії.
Чинним чемпіоном була Іспанія, що захищала титул, здобутий на Чемпіонаті світу 2010 у Південно-Африканській Республіці, втім, зазнавши поразок у двох перших матчах у своїй групі вже менш ніж за тиждень після початку турніру де-факто склала свої чемпіонські повноваження.
Фінал відбувся 13 липня 2014 року на стадіоні «Маракана» (Ріо-де-Жанейро). Завдяки голу Маріо Гетце у додатковий час збірна Німеччини обіграла збірну Аргентини з рахунком 1:0.

## Стадіони
31 травня 2009 року було обрано 12 стадіонів, на яких пройдуть матчі фінальної частини турніру. Фінал чемпіонату пройшов на стадіоні Маракана.
| Ріо-де-Жанейро    | Бразиліа | Сан-Паулу | Форталеза          |
| ----------------- | --- | --- | ------------------ |
| «Маракана»        | Національний стадіон | «Арена Корінтіанс» | «Кастелан»         |
| Місткість: 76 935 | Місткість: 70 042 | Місткість: 68 000 | Місткість: 64 846  |
|                   | | |                    |
| Белу-Оризонті     | Белу-Оризонті Бразиліа Форталеза Порту-Алегрі Сан-Паулу Ріо-де-Жанейро Салвадор Натал Куяба Куритиба Манаус РесіфіЧемпіонат світу з футболу 2014 (Бразилія) | Белу-Оризонті Бразиліа Форталеза Порту-Алегрі Сан-Паулу Ріо-де-Жанейро Салвадор Натал Куяба Куритиба Манаус РесіфіЧемпіонат світу з футболу 2014 (Бразилія) | Порту-Алегрі       |
| «Мінейран»        | Белу-Оризонті Бразиліа Форталеза Порту-Алегрі Сан-Паулу Ріо-де-Жанейро Салвадор Натал Куяба Куритиба Манаус РесіфіЧемпіонат світу з футболу 2014 (Бразилія) | Белу-Оризонті Бразиліа Форталеза Порту-Алегрі Сан-Паулу Ріо-де-Жанейро Салвадор Натал Куяба Куритиба Манаус РесіфіЧемпіонат світу з футболу 2014 (Бразилія) | «Бейра-Ріу»        |
| Місткість: 62 547 | Белу-Оризонті Бразиліа Форталеза Порту-Алегрі Сан-Паулу Ріо-де-Жанейро Салвадор Натал Куяба Куритиба Манаус РесіфіЧемпіонат світу з футболу 2014 (Бразилія) | Белу-Оризонті Бразиліа Форталеза Порту-Алегрі Сан-Паулу Ріо-де-Жанейро Салвадор Натал Куяба Куритиба Манаус РесіфіЧемпіонат світу з футболу 2014 (Бразилія) | Місткість: 51 300  |
|                   | Белу-Оризонті Бразиліа Форталеза Порту-Алегрі Сан-Паулу Ріо-де-Жанейро Салвадор Натал Куяба Куритиба Манаус РесіфіЧемпіонат світу з футболу 2014 (Бразилія) | Белу-Оризонті Бразиліа Форталеза Порту-Алегрі Сан-Паулу Ріо-де-Жанейро Салвадор Натал Куяба Куритиба Манаус РесіфіЧемпіонат світу з футболу 2014 (Бразилія) |                    |
| Салвадор          | Белу-Оризонті Бразиліа Форталеза Порту-Алегрі Сан-Паулу Ріо-де-Жанейро Салвадор Натал Куяба Куритиба Манаус РесіфіЧемпіонат світу з футболу 2014 (Бразилія) | Белу-Оризонті Бразиліа Форталеза Порту-Алегрі Сан-Паулу Ріо-де-Жанейро Салвадор Натал Куяба Куритиба Манаус РесіфіЧемпіонат світу з футболу 2014 (Бразилія) | Ресіфі             |
| «Фонте-Нова»      | Белу-Оризонті Бразиліа Форталеза Порту-Алегрі Сан-Паулу Ріо-де-Жанейро Салвадор Натал Куяба Куритиба Манаус РесіфіЧемпіонат світу з футболу 2014 (Бразилія) | Белу-Оризонті Бразиліа Форталеза Порту-Алегрі Сан-Паулу Ріо-де-Жанейро Салвадор Натал Куяба Куритиба Манаус РесіфіЧемпіонат світу з футболу 2014 (Бразилія) | «Арена Пернамбуку» |
| Місткість: 56 000 | Белу-Оризонті Бразиліа Форталеза Порту-Алегрі Сан-Паулу Ріо-де-Жанейро Салвадор Натал Куяба Куритиба Манаус РесіфіЧемпіонат світу з футболу 2014 (Бразилія) | Белу-Оризонті Бразиліа Форталеза Порту-Алегрі Сан-Паулу Ріо-де-Жанейро Салвадор Натал Куяба Куритиба Манаус РесіфіЧемпіонат світу з футболу 2014 (Бразилія) | Місткість: 46 154  |
|                   | Белу-Оризонті Бразиліа Форталеза Порту-Алегрі Сан-Паулу Ріо-де-Жанейро Салвадор Натал Куяба Куритиба Манаус РесіфіЧемпіонат світу з футболу 2014 (Бразилія) | Белу-Оризонті Бразиліа Форталеза Порту-Алегрі Сан-Паулу Ріо-де-Жанейро Салвадор Натал Куяба Куритиба Манаус РесіфіЧемпіонат світу з футболу 2014 (Бразилія) |                    |
| Куяба             | Манаус | Натал | Куритиба           |
| «Арена Пантанал»  | «Арена да Амазонія» | «Арена дас Дунас» | «Арена Байшада»    |
| Місткість: 42 968 | Місткість: 42 374 | Місткість: 42 086 | Місткість: 43 900  |
|                   | | |                    |

## Призовий фонд
Порівняно з минулим мундіалем призовий фонд виріс на 37%. Тепер він склав 576 млн доларів, а в 2010 році був 420 млн доларів.
Кожна збірна-учасниця турніру отримала по 8 млн доларів за потрапляння у фінальну частину. Ті, які змогли подолати груповий етап, отримали 9 млн доларів. Ті, які вийшли у чвертьфінал, отримали по 14 млн. За четверте місце збірна-учасниця отримала 20 млн доларів, бронзовий призер — 22 млн доларів, фіналіст — 25 млн доларів. Переможець турніру отримав 35 мільйонів доларів.
Додатково кожна з 32-ох команд отримала по 1.5 млн доларів як «витрати на підготовку». Також 70 млн. доларів передбачено для клубів, чиї гравці беруть участь у Чемпіонаті світу. Решта 100 млн. доларів йде на страхування гравців, які отримають травми під час чемпіонату
.

## Символи

### Талісман

Талісман чемпіонату броненосець Фулеко

Талісман отримав ім'я за результатами голосування на офіційному сайті ФІФА, в якому взяли участь понад 1,7 млн. людей. Варіант з ім'ям Фулеко набрав 48% голосів усіх респондентів. Позаду залишилися варіанти з іменами Зузеко (31%) й Аміджубі (21%). 
Ім'я Фулеко утворено від двох слів - футбол (Football) і екологія (Ecology). Крім того, суфікс "еко" популярний у Бразилії і вживається в численних прізвиськах футболістів.

### М'яч
Спеціально для чемпіонату світу 2014 компанія «Adidas» розробила футбольний м'яч Brazuca, який став офіційним м'ячем чемпіонату світу 2014 в Бразилії.
Назву м'яча було оголошено 2 вересня 2012. Її було обрано голосуванням, в якому брало участь більше мільйона бразильців. Усього на вибір було запропоновано три назви: Brazuca (77,8% голосів), Carnavalesca (14,6% голосів) і Bossa Nova (7,6% голосів). Це перший в історії досвід, коли назву м'яча для чемпіонату світу з футболу обрали самі фанати. Словом brazuca бразильці називають самих себе — це неформальний, доброзичливий та позитивний вислів із деякою часткою патріотизму.

### Офіційний гімн турніру
23 січня 2014 року ФІФА й Sony Music оприлюднили офіційний гімн турніру. Ним стала композиція «We Are One (Ole Ola)», яку виконують американські виконавці Pitbull і Дженніфер Лопес разом із бразильською співачкою Клаудією Лейтте.

## Кваліфіковані збірні
| №  | Збірна                       | Кваліфікувалась                                  | Дата кваліфікації | Участей у ЧС | Поспіль | Востаннє | Найкращий результат                       | Рейтинг ФІФА |
| -- | ---------------------------- | ------------------------------------------------ | ----------------- | ------------ | ------- | -------- | ----------------------------------------- | ------------ |
| 1  | Бразилія (склад)             | Господар                                         | 30 жовтня 2007    | 20           | 20      | 2010     | Переможець (1958, 1962, 1970, 1994, 2002) | 3            |
| 2  | Японія (склад)               | Переможець групи В азійського відбору            | 4 червня 2013     | 5            | 5       | 2010     | ⅛ фіналу (2002,2010)                      | 46           |
| 3  | Австралія (склад)            | Друге місце групи В азійського відбору           | 18 червня 2013    | 4            | 3       | 2010     | ⅛ фіналу (2006)                           | 62           |
| 4  | Іран (склад)                 | Переможець групи А азійського відбору            | 18 червня 2013    | 4            | 1       | 2006     | Груповий етап (1978,1998,2006)            | 43           |
| 5  | Південна Корея (склад)       | Друге місце групи A азійського відбору           | 18 червня 2013    | 10           | 4       | 2010     | 4 місце (2002)                            | 57           |
| 6  | Нідерланди (склад)           | Перше місце групи D європейського відбору        | 10 вересня 2013   | 10           | 3       | 2010     | 2 місце (1974,1978,2010)                  | 15           |
| 7  | Італія (склад)               | Перше місце групи B європейського відбору        | 10 вересня 2013   | 18           | 14      | 2010     | Переможець (1934,1938,1982,2006)          | 9            |
| 8  | Аргентина (склад)            | Перше місце південноамериканського відбору       | 10 вересня 2013   | 16           | 11      | 2010     | Переможець (1978,1986)                    | 5            |
| 9  | США (склад)                  | Перше місце північноамериканського відбору       | 10 вересня 2013   | 9            | 7       | 2010     | 3 місце (1930)                            | 13           |
| 10 | Коста-Рика (склад)           | Друге місце північноамериканського відбору       | 10 вересня 2013   | 4            | 1       | 2006     | ⅛ фіналу(1990)                            | 28           |
| 11 | Бельгія (склад)              | Перше місце групи А європейського відбору        | 11 жовтня 2013    | 12           | 6       | 2002     | 4 місце (1986)                            | 11           |
| 12 | Швейцарія (склад)            | Перше місце групи Е європейського відбору        | 11 жовтня 2013    | 10           | 3       | 2010     | 1/4 фіналу(1934,1938,1954)                | 6            |
| 13 | Німеччина (склад)            | Перше місце групи C європейського відбору        | 11 жовтня 2013    | 18           | 16      | 2010     | Переможець (1954,1974,1990)               | 2            |
| 14 | Колумбія (склад)             | Друге місце південноамериканського відбору       | 11 жовтня 2013    | 5            | 1       | 1998     | ⅛ фіналу (1990)                           | 8            |
| 15 | Росія (склад)                | Перше місце групи F європейського відбору        | 15 жовтня 2013    | 2            | 1       | 2002     | Груповий етап (1994,2002)                 | 19           |
| 16 | Боснія і Герцеговина (склад) | Перше місце групи G європейського відбору        | 15 жовтня 2013    | 0            | 0       |          |                                           | 21           |
| 17 | Англія (склад)               | Перше місце групи Н європейського відбору        | 15 жовтня 2013    | 13           | 6       | 2010     | Переможець (1966)                         | 10           |
| 18 | Іспанія (склад)              | Перше місце групи І європейського відбору        | 15 жовтня 2013    | 13           | 9       | 2010     | Переможець (2010)                         | 1            |
| 19 | Чилі (склад)                 | Третє місце південноамериканського відбору       | 15 жовтня 2013    | 8            | 2       | 2010     | Третє місце (1962)                        | 14           |
| 20 | Еквадор (склад)              | Четверте місце південноамериканського відбору    | 15 жовтня 2013    | 2            | 2       | 2006     | ⅛ фіналу (2006)                           | 26           |
| 21 | Гондурас (склад)             | Третє місце північноамериканського відбору       | 15 жовтня 2013    | 2            | 1       | 2010     | Груповий етап (1982, 2010)                | 33           |
| 22 | Нігерія (склад)              | Переможець третього раунду африканського відбору | 16 листопада 2013 | 5            | 2       | 2010     | ⅛ фіналу (1994, 1998)                     | 44           |
| 23 | Кот-д'Івуар (склад)          | Переможець третього раунду африканського відбору | 16 листопада 2013 | 2            | 2       | 2010     | Груповий етап (2006, 2010)                | 23           |
| 24 | Камерун (склад)              | Переможець третього раунду африканського відбору | 17 листопада 2013 | 7            | 2       | 2010     | Чвертьфінал (1990)                        | 56           |
| 25 | Гана (склад)                 | Переможець третього раунду африканського відбору | 19 листопада 2013 | 2            | 2       | 2010     | Чвертьфінал (2010)                        | 37           |
| 26 | Алжир (склад)                | Переможець третього раунду африканського відбору | 19 листопада 2013 | 3            | 2       | 2010     | Груповий етап (2010)                      | 22           |
| 27 | Португалія (склад)           | Переможець другого раунду європейського відбору  | 19 листопада 2013 | 5            | 3       | 2010     | Третє місце (1966)                        | 4            |
| 28 | Франція (склад)              | Переможець другого раунду європейського відбору  | 19 листопада 2013 | 13           | 4       | 2010     | Переможець (1998)                         | 17           |
| 29 | Греція (склад)               | Переможець другого раунду європейського відбору  | 19 листопада 2013 | 2            | 1       | 2010     | Груповий етап (1994, 2010)                | 12           |
| 30 | Хорватія (склад)             | Переможець другого раунду європейського відбору  | 19 листопада 2013 | 3            | 3       | 2006     | Третє місце (1998)                        | 18           |
| 31 | Мексика (склад)              | Переможець міжконтинентальних стикових матчів    | 20 листопада 2013 | 14           | 6       | 2010     | Чвертьфінал (1970, 1986)                  | 20           |
| 32 | Уругвай (склад)              | Переможець міжконтинентальних стикових матчів    | 20 листопада 2013 | 11           | 2       | 2010     | Переможець (1930, 1950)                   | 7            |

## Кваліфікація

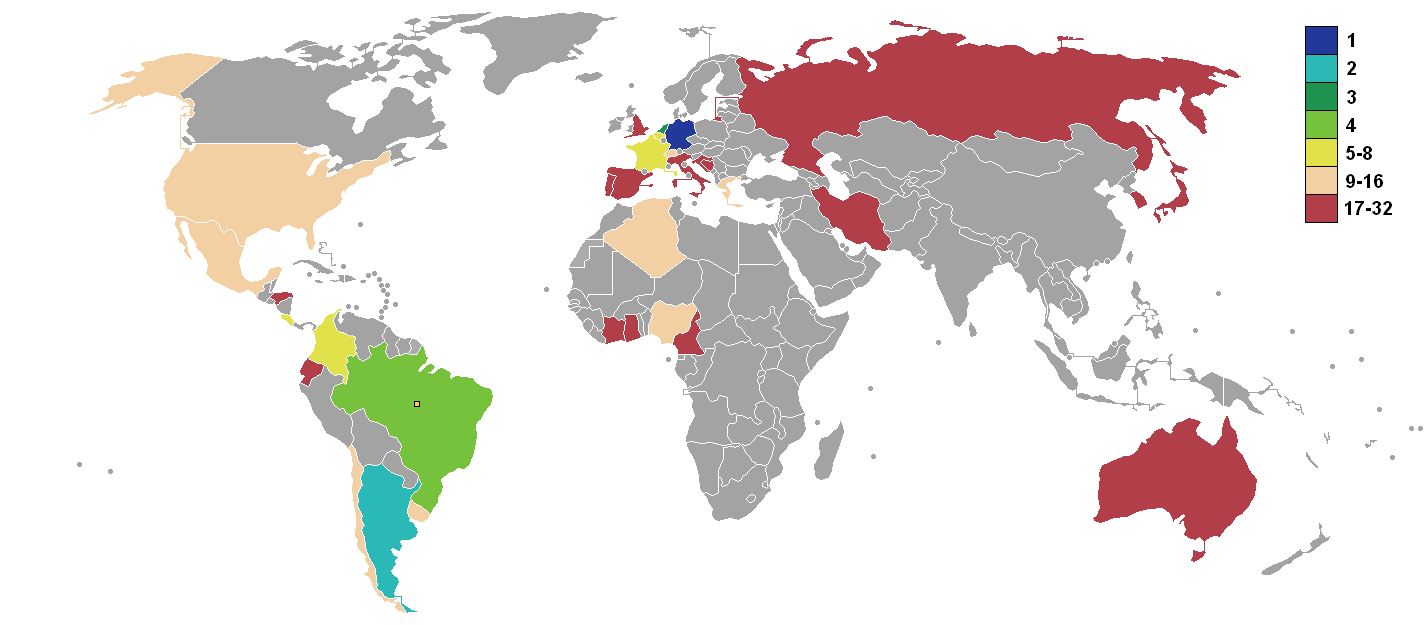
Країни учасники фінальної частини чемпіонату світу 2014

Кваліфікаційний раунд чемпіонату світу з футболу 2014 року проходив з 2011 по 2013 роки.
Перший матчі відбіркового турніру відбувся 15 червня 2011 року між Монтсерратом та Белізом, перший м'яч у кваліфікації забив нападник Белізу Діон Макколі. Останній матч відбувся 20 листопада 2013 року, коли Уругвай вибив Йорданію та став останнім учасником фінальної частини чемпіонату.
Континентальні конфедерації отримали таку кількість місць у фінальному турнірі:
- UEFA (Європа): 13 країн
- CAF (Африка): 5 країн
- CONMEBOL (Південна Америка): 4 або 5 країн + Бразилія (на правах господаря)

Плей-оф 5-ї команди цієї зони з 4-ю командою Північної та Центральної Америки
- CONCACAF (Північна та Центральна Америка): 3 або 4 учасники

Плей-оф 4-ї команди цієї зони з 5-ю командою Південної Америки
- AFC (Азія): 4 або 5 країн[15]

Плей-оф 5-ї команди цієї зони з першою командою Океанії
- OFC (Океанія): 0 або 1 країна[15]

Плей-оф переможця цієї зони з 5-ю командою Азії

## Жеребкування
6 грудня 2013 у Мата-ді-Сан-Жуані в 13:00 UTC відбулось жеребкування чемпіонату світу з футболу 2014 року. 32 збірні були розділені на 4 кошики. Сформовано 8 груп по 4 команди — з кожного кошика по одній команді. Посів збірних по кошиках, як і на попередньому чемпіонаті світу, був зроблений за географічним принципом. Перший кошик склали збірна Бразилії, як країна-організатор, і 7 сильних збірних світу згідно з рейтингом ФІФА за станом на жовтень 2013 року. Також, згідно з правилами жеребкування, дві команди з однієї конфедерації (не рахуючи Європу) не можуть попасти в одну групу. Таким чином, Нігерія не може попасти в одну групу з іншою африканською збірною, а Бразилія і Аргентина — в одну групу з іншою південноамериканською збірною:
| Кошик 1                                                                                          | Кошик 2                                                         | Кошик 3                                                                            | Кошик 4                                                                                                |
| ------------------------------------------------------------------------------------------------ | --------------------------------------------------------------- | ---------------------------------------------------------------------------------- | --- |
| Бразилія (господар) · Аргентина · Колумбія · Уругвай · Бельгія · Німеччина · Іспанія · Швейцарія | Алжир · Камерун · Кот-д'Івуар · Гана · Нігерія · Чилі · Еквадор | Австралія · Іран · Японія · Південна Корея · Коста-Рика · Гондурас · Мексика · США | Боснія і Герцеговина · Хорватія · Англія · Франція · Греція · Італія · Нідерланди · Португалія · Росія |

### Результати жеребкування
В результаті жеребкування склад груп набув такого вигляду:
| Група A  | Група B    | Група C     | Група D    | Група E   | Група F              | Група G    | Група H        |
| -------- | ---------- | ----------- | ---------- | --------- | -------------------- | ---------- | -------------- |
| Бразилія | Іспанія    | Колумбія    | Уругвай    | Швейцарія | Аргентина            | Німеччина  | Бельгія        |
| Хорватія | Нідерланди | Греція      | Коста-Рика | Еквадор   | Боснія і Герцеговина | Португалія | Алжир          |
| Мексика  | Чилі       | Кот-д'Івуар | Англія     | Франція   | Іран                 | Гана       | Росія          |
| Камерун  | Австралія  | Японія      | Італія     | Гондурас  | Нігерія              | США        | Південна Корея |

## Груповий етап
У випадку, якщо дві чи більше збірних у групі наберуть однакову кількість очок, то для визначення найкращої команди використовуватимуться наступні критерії (кожний наступний критерій використовується за умови рівності всіх попередніх):
1. Різниця м'ячів у всіх матчах у групі.
2. Найбільша кількість забитих м'ячів у всіх матчах у групі.
3. Кількість очок, набрана в матчах між собою.
4. Різниця забитих і пропущених м'ячів у матчах між собою.
5. Найбільша кількість забитих м'ячів у матчах між собою.
6. Жеребкування.

У випадку рівності очок у двох збірних четвертий і п'ятий пункти практично не мають значення.
У протоколах зазначено місцевий час (UTC-3 або UTC-4)

### Група A
| Команда  | І | В | Н | П | ЗМ | ПМ | РМ | О |
| -------- | - | - | - | - | -- | -- | -- | - |
| Бразилія | 3 | 2 | 1 | 0 | 7  | 2  | +5 | 7 |
| Мексика  | 3 | 2 | 1 | 0 | 4  | 1  | +3 | 7 |
| Хорватія | 3 | 1 | 0 | 2 | 6  | 6  | 0  | 3 |
| Камерун  | 3 | 0 | 0 | 3 | 1  | 9  | −8 | 0 |

| 12 червня 2014 17:00 (UTC−3) |

| Бразилія                           | 3 – 1           | Хорватія         |
| ---------------------------------- | --------------- | ---------------- |
| Неймар 29', 71' (пен.) Оскар 90+1' | Протокол(англ.) | Марсело 11' (аг) |

| «Арена Корінтіанс», Сан-Паулу Глядачів: 61 606 Арбітр: Юїті Нісімура (Японія) |

| 13 червня 2014 13:00 (UTC−3) |

| Мексика      | 1 – 0           | Камерун |
| ------------ | --------------- | ------- |
| Перальта 61' | Протокол(англ.) |         |

| «Арена дас Дунас», Натал Глядачів: 38 958 Арбітр: Вілмар Ролдан (Колумбія) |

| 17 червня 2014 16:00 (UTC−3) |

| Бразилія | 0 – 0           | Мексика |
| -------- | --------------- | ------- |
|          | Протокол(англ.) |         |

| «Кастелан», Форталеза Глядачів: 60 342 Арбітр: Джюнейт Чакир (Туреччина) |

| 18 червня 2014 18:00 (UTC−4) |

| Камерун | 0 – 4           | Хорватія                                |
| ------- | --------------- | --------------------------------------- |
|         | Протокол(англ.) | Олич 11' Перишич 48' Манджукич 61', 73' |

| «Арена Амазонія», Манаус Глядачів: 39 982 Арбітр: Педро Проенса (Португалія) |

| 23 червня 2014 17:00 |

| Камерун   | 1 – 4           | Бразилія                                 |
| --------- | --------------- | ---------------------------------------- |
| Матіп 26' | Протокол(англ.) | Неймар 17', 35' Фред 49' Фернандінью 84' |

| Національний стадіон, Бразиліа Глядачів: 69 112 Арбітр: Йонас Ерікссон (Швеція) |

| 23 червня 2014 17:00 |

| Хорватія    | 1 – 3           | Мексика                              |
| ----------- | --------------- | ------------------------------------ |
| Перишич 87' | Протокол(англ.) | Маркес 72' Гуардадо 75' Чичаріто 82' |

| Арена Пернамбуку, Ресіфі Глядачів: 41 212 Арбітр: Равшан Ірматов (Узбекистан) |

### Група B
| Команда    | І | В | Н | П | ЗМ | ПМ | РМ | О |
| ---------- | - | - | - | - | -- | -- | -- | - |
| Нідерланди | 3 | 3 | 0 | 0 | 10 | 3  | +7 | 9 |
| Чилі       | 3 | 2 | 0 | 1 | 5  | 3  | +2 | 6 |
| Іспанія    | 3 | 1 | 0 | 2 | 4  | 7  | −3 | 3 |
| Австралія  | 3 | 0 | 0 | 3 | 3  | 9  | −6 | 0 |

| 13 червня 2014 16:00 |

| Іспанія           | 1 – 5           | Нідерланди                                     |
| ----------------- | --------------- | ---------------------------------------------- |
| Алонсо 27' (пен.) | Протокол(англ.) | ван Персі 44', 72' Роббен 53', 80' де Врей 65' |

| «Фонте-Нова», Салвадор Глядачів: 48 173 Арбітр: Нікола Ріццолі (Італія) |

| 13 червня 2014 19:00 |

| Чилі                                   | 3 – 1           | Австралія  |
| -------------------------------------- | --------------- | ---------- |
| Санчес 11' Вальдівія 14' Босежур 90+2' | Протокол(англ.) | Кегілл 35' |

| Арена Пантанал, Куяба Глядачів: 40 275 Арбітр: Нумандьєз Дуе (Кот-д'Івуар) |

| 18 червня 2014 13:00 |

| Австралія                    | 2 – 3           | Нідерланди                         |
| ---------------------------- | --------------- | ---------------------------------- |
| Кегілл 21' Єдинак 54' (пен.) | Протокол(англ.) | Роббен 20' ван Персі 58' Депай 68' |

| Бейра-Ріо, Порту-Алегрі Глядачів: 42 877 Арбітр: Джамель Хаймуді (Алжир) |

| 18 червня 2014 19:00 |

| Іспанія | 0 – 2           | Чилі                   |
| ------- | --------------- | ---------------------- |
|         | Протокол(англ.) | Варгас 20' Арангіс 43' |

| Маракана, Ріо-де-Жанейро Глядачів: 74 101 Арбітр: Марк Гейгер (США) |

| 23 червня 2014 13:00 |

| Австралія | 0 – 3           | Іспанія                       |
| --------- | --------------- | ----------------------------- |
|           | Протокол(англ.) | Вілья 36' Торрес 69' Мата 82' |

| Арена Байшада, Куритиба Глядачів: 39 375 Арбітр: Наваф Шукралла (Бахрейн) |

| 23 червня 2014 13:00 |

| Нідерланди          | 2 – 0           | Чилі |
| ------------------- | --------------- | ---- |
| Фер 77' Депай 90+1' | Протокол(англ.) |      |

| Сан-Паулу Арена, Сан-Паулу Глядачів: 62 996 Арбітр: Бакарі Гассама (Гамбія) |

### Група C
| Команда     | І | В | Н | П | ЗМ | ПМ | РМ | О |
| ----------- | - | - | - | - | -- | -- | -- | - |
| Колумбія    | 3 | 3 | 0 | 0 | 9  | 2  | +7 | 9 |
| Греція      | 3 | 1 | 1 | 1 | 2  | 4  | −2 | 4 |
| Кот-д'Івуар | 3 | 1 | 0 | 2 | 4  | 5  | −1 | 3 |
| Японія      | 3 | 0 | 1 | 2 | 2  | 6  | −4 | 1 |

| 14 червня 2014 13:00 |

| Колумбія                            | 3 – 0           | Греція |
| ----------------------------------- | --------------- | ------ |
| Пабло Армеро 5' Тео 58' Хамес 90+3' | Протокол(англ.) |        |

| «Мінейран», Белу-Оризонті Глядачів: 57 174 Арбітр: Марк Гейгер (США) |

| 14 червня 2014 19:00 |

| Кот-д'Івуар            | 2 – 1           | Японія    |
| ---------------------- | --------------- | --------- |
| Боні 64' Жервіньйо 66' | Протокол(англ.) | Хонда 16' |

| «Арена Пернамбуку», Ресіфі Арбітр: Енріке Оссес (Чилі) |

| 19 червня 2014 13:00 |

| Колумбія              | 2 – 1           | Кот-д'Івуар   |
| --------------------- | --------------- | ------------- |
| Хамес 64' Кінтеро 70' | Протокол(англ.) | Жервіньйо 73' |

| «Національний стадіон», Бразиліа Глядачів: 68 748 Арбітр: Говард Вебб (Англія) |

| 19 червня 2014 19:00 |

| Японія | 0 – 0           | Греція |
| ------ | --------------- | ------ |
|        | Протокол(англ.) |        |

| «Арена дас Дунас», Натал Глядачів: 39 485 Арбітр: Хоель Агілар (Сальвадор) |

| 24 червня 2014 17:00 |

| Японія         | 1 – 4           | Колумбія                                        |
| -------------- | --------------- | ----------------------------------------------- |
| Окадзакі 45+1' | Протокол(англ.) | Куадрадо 17' (пен.) Мартінес 55', 82' Хамес 90' |

| «Арена Пантанал», Куяба Глядачів: 40 340 Арбітр: Педру Проенса (Португалія) |

| 24 червня 2014 17:00 |

| Греція                           | 2 – 1           | Кот-д'Івуар |
| -------------------------------- | --------------- | ----------- |
| Самаріс 42' Самарас 90+3' (пен.) | Протокол(англ.) | Боні 74'    |

| «Кастелан», Форталеза Глядачів: 59 095 Арбітр: Карлос Вера (Еквадор) |

### Група D
| Команда    | І | В | Н | П | ЗМ | ПМ | РМ | О |
| ---------- | - | - | - | - | -- | -- | -- | - |
| Коста-Рика | 3 | 2 | 1 | 0 | 4  | 1  | +3 | 7 |
| Уругвай    | 3 | 2 | 0 | 1 | 4  | 4  | 0  | 6 |
| Італія     | 3 | 1 | 0 | 2 | 2  | 3  | −1 | 3 |
| Англія     | 3 | 0 | 1 | 2 | 2  | 4  | −2 | 1 |

| 14 червня 2014 16:00 |

| Уругвай           | 1 – 3           | Коста-Рика                         |
| ----------------- | --------------- | ---------------------------------- |
| Кавані 24' (пен.) | Протокол(англ.) | Кемпбелл 54' Дуарте 57' Уренья 83' |

| «Кастелан», Форталеза Глядачів: 58 679 Арбітр: Фелікс Брих (Німеччина) |

| 14 червня 2014 19:00 |

| Англія       | 1 – 2           | Італія                     |
| ------------ | --------------- | -------------------------- |
| Старрідж 37' | Протокол(англ.) | Маркізіо 35' Балотеллі 50' |

| «Арена Амазонія», Манаус Глядачів: 39 800 Арбітр: Бйорн Кейперс (Нідерланди) |

| 19 червня 2014 16:00 |

| Уругвай         | 2 – 1           | Англія   |
| --------------- | --------------- | -------- |
| Суарес 39', 85' | Протокол(англ.) | Руні 75' |

| «Сан-Паулу Арена», Сан-Паулу Глядачів: 62 575 Арбітр: Карлос Веласко Карбальйо (Іспанія) |

| 20 червня 2014 13:00 |

| Італія | 0 – 1           | Коста-Рика |
| ------ | --------------- | ---------- |
|        | Протокол(англ.) | Руїс 44'   |

| «Арена Пернамбуку», Ресіфі Глядачів: 40 285 Арбітр: Енріке Оссес (Чилі) |

| 24 червня 2014 13:00 |

| Італія | 0 – 1           | Уругвай   |
| ------ | --------------- | --------- |
|        | Протокол(англ.) | Годін 81' |

| «Арена дас Дунас», Натал Глядачів: 39 706 Арбітр: Марко Антоніо Родрігес (Мексика) |

| 24 червня 2014 13:00 |

| Коста-Рика | 0 – 0           | Англія |
| ---------- | --------------- | ------ |
|            | Протокол(англ.) |        |

| «Мінейран», Белу-Оризонті Глядачів: 57 823 Арбітр: Джамель Хаймуді (Алжир) |

### Група E
| Команда   | І | В | Н | П | ЗМ | ПМ | РМ | О |
| --------- | - | - | - | - | -- | -- | -- | - |
| Франція   | 3 | 2 | 1 | 0 | 8  | 2  | +6 | 7 |
| Швейцарія | 3 | 2 | 0 | 1 | 7  | 6  | +1 | 6 |
| Еквадор   | 3 | 1 | 1 | 1 | 3  | 3  | 0  | 4 |
| Гондурас  | 3 | 0 | 0 | 3 | 1  | 8  | −7 | 0 |

| 15 червня 2014 13:00 |

| Швейцарія                   | 2 – 1           | Еквадор         |
| --------------------------- | --------------- | --------------- |
| Мехмеді 48' Сеферович 90+3' | Протокол(англ.) | Е. Валенсія 22' |

| «Національний стадіон», Бразиліа Глядачів: 68 351 Арбітр: Равшан Ірматов (Узбекистан) |

| 15 червня 2014 16:00 |

| Франція                                     | 3 – 0           | Гондурас |
| ------------------------------------------- | --------------- | -------- |
| Бензема 45' (пен.), 72' Вальядарес 48' (аг) | Протокол(англ.) |          |

| «Бейра-Ріо», Порту-Алегрі Арбітр: Сандро Річчі (Бразилія) |

| 20 червня 2014 16:00 |

| Швейцарія              | 2 – 5           | Франція                                                    |
| ---------------------- | --------------- | ---------------------------------------------------------- |
| Джемайлі 81' Джака 87' | Протокол(англ.) | Жіру 17' Матюйді 18' Вальбуена 40' Бензема 67' Сіссоко 73' |

| «Фонте-Нова», Салвадор Глядачів: 51 003 Арбітр: Бйорн Кейперс (Нідерланди) |

| 20 червня 2014 19:00 |

| Гондурас   | 1 – 2           | Еквадор              |
| ---------- | --------------- | -------------------- |
| Костлі 31' | Протокол(англ.) | Е. Валенсія 34', 65' |

| «Арена Байшада», Куритиба Глядачів: 39 224 Арбітр: Бен Вільямс (Австралія) |

| 25 червня 2014 17:00 |

| Гондурас | 0 – 3           | Швейцарія           |
| -------- | --------------- | ------------------- |
|          | Протокол(англ.) | Шакірі 6', 31', 76' |

| «Арена Амазонія», Манаус Глядачів: 40 322 Арбітр: Нестор Пітана (Аргентина) |

| 25 червня 2014 17:00 |

| Еквадор | 0 – 0           | Франція |
| ------- | --------------- | ------- |
|         | Протокол(англ.) |         |

| «Маракана», Ріо-де-Жанейро Глядачів: 73 749 Арбітр: Нумандьєз Дуе (Кот-д'Івуар) |

### Група F
| Команда              | І | В | Н | П | ЗМ | ПМ | РМ | О |
| -------------------- | - | - | - | - | -- | -- | -- | - |
| Аргентина            | 3 | 3 | 0 | 0 | 6  | 3  | +3 | 9 |
| Нігерія              | 3 | 1 | 1 | 1 | 3  | 3  | 0  | 4 |
| Боснія і Герцеговина | 3 | 1 | 0 | 2 | 4  | 4  | 0  | 3 |
| Іран                 | 3 | 0 | 1 | 2 | 1  | 4  | −3 | 1 |

| 15 червня 2014 19:00 |

| Аргентина                    | 2 – 1           | Боснія і Герцеговина |
| ---------------------------- | --------------- | -------------------- |
| Колашинаць 3' (аг) Мессі 65' | Протокол(англ.) | Ібішевич 85'         |

| «Маракана», Ріо-де-Жанейро Глядачів: 74 738 Арбітр: Хоель Агілар (Сальвадор) |

| 16 червня 2014 16:00 |

| Іран | 0 – 0           | Нігерія |
| ---- | --------------- | ------- |
|      | Протокол(англ.) |         |

| «Арена Байшада», Куритиба Глядачів: 39 081 Арбітр: Карлос Вера (Еквадор) |

| 21 червня 2014 13:00 |

| Аргентина   | 1 – 0           | Іран |
| ----------- | --------------- | ---- |
| Мессі 90+1' | Протокол(англ.) |      |

| «Мінейран», Белу-Оризонті Глядачів: 57 698 Арбітр: Милорад Мажич (Сербія) |

| 21 червня 2014 19:00 |

| Нігерія        | 1 – 0           | Боснія і Герцеговина |
| -------------- | --------------- | -------------------- |
| Одемвінгіе 29' | Протокол(англ.) |                      |

| «Арена Пантанал», Куяба Глядачів: 40 499 Арбітр: Пітер О'Лірі (Нова Зеландія) |

| 25 червня 2014 13:00 |

| Нігерія      | 2 – 3           | Аргентина                |
| ------------ | --------------- | ------------------------ |
| Муса 4', 47' | Протокол(англ.) | Мессі 3', 45+1' Рохо 50' |

| «Бейра-Ріо», Порту-Алегрі Глядачів: 43 285 Арбітр: Нікола Ріццолі (Італія) |

| 25 червня 2014 13:00 |

| Боснія і Герцеговина              | 3 – 1           | Іран           |
| --------------------------------- | --------------- | -------------- |
| Джеко 23' П'янич 59' Вршаєвич 83' | Протокол(англ.) | Гучаннежад 82' |

| «Фонте-Нова», Салвадор Глядачів: 48 011 Арбітр: Карлос Веласко Карбальйо (Іспанія) |

### Група G
| Команда    | І | В | Н | П | ЗМ | ПМ | РМ | О |
| ---------- | - | - | - | - | -- | -- | -- | - |
| Німеччина  | 3 | 2 | 1 | 0 | 7  | 2  | +5 | 7 |
| США        | 3 | 1 | 1 | 1 | 4  | 4  | 0  | 4 |
| Португалія | 3 | 1 | 1 | 1 | 4  | 7  | −3 | 4 |
| Гана       | 3 | 0 | 1 | 2 | 4  | 6  | −2 | 1 |

| 16 червня 2014 13:00 |

| Німеччина                                  | 4 – 0           | Португалія |
| ------------------------------------------ | --------------- | ---------- |
| Мюллер 12' (пен.), 45+1', 78' Гуммельс 32' | Протокол(англ.) |            |

| «Фонте-Нова», Салвадор Глядачів: 51 081 Арбітр: Милорад Мажич (Сербія) |

| 16 червня 2014 19:00 |

| Гана      | 1 – 2           | США                 |
| --------- | --------------- | ------------------- |
| А. Аю 82' | Протокол(англ.) | Демпсі 1' Брукс 86' |

| «Арена дас Дунас», Натал Глядачів: 39 760 Арбітр: Йонас Ерікссон (Швеція) |

| 21 червня 2014 16:00 |

| Німеччина           | 2 – 2           | Гана               |
| ------------------- | --------------- | ------------------ |
| Гетце 51' Клозе 71' | Протокол(англ.) | А. Аю 54' Г'ян 63' |

| «Кастелан», Форталеза Глядачів: 59 621 Арбітр: Сандро Річчі (Бразилія) |

| 22 червня 2014 16:00 |

| США                  | 2 – 2           | Португалія           |
| -------------------- | --------------- | -------------------- |
| Джонс 64' Демпсі 81' | Протокол(англ.) | Нані 5' Варела 90+5' |

| «Арена Амазонія», Манаус Глядачів: 40 123 Арбітр: Нестор Пітана (Аргентина) |

| 26 червня 2014 13:00 |

| США | 0 – 1           | Німеччина  |
| --- | --------------- | ---------- |
|     | Протокол(англ.) | Мюллер 55' |

| «Арена Пернамбуку», Ресіфі Глядачів: 41 876 Арбітр: Равшан Ірматов (Узбекистан) |

| 26 червня 2014 13:00 |

| Португалія               | 2 – 1           | Гана     |
| ------------------------ | --------------- | -------- |
| Боє 31' (аг) Роналду 80' | Протокол(англ.) | Г'ян 57' |

| «Національний стадіон», Бразиліа Глядачів: 67 540 Арбітр: Наваф Шукралла (Бахрейн) |

### Група H
| Команда        | І | В | Н | П | ЗМ | ПМ | РМ | О |
| -------------- | - | - | - | - | -- | -- | -- | - |
| Бельгія        | 3 | 3 | 0 | 0 | 4  | 1  | +3 | 9 |
| Алжир          | 3 | 1 | 1 | 1 | 6  | 5  | +1 | 4 |
| Росія          | 3 | 0 | 2 | 1 | 2  | 3  | −1 | 2 |
| Південна Корея | 3 | 0 | 1 | 2 | 3  | 6  | −3 | 1 |

| 17 червня 2014 13:00 |

| Бельгія                  | 2 – 1           | Алжир             |
| ------------------------ | --------------- | ----------------- |
| Феллайні 70' Мертенс 80' | Протокол(англ.) | Фегулі 25' (пен.) |

| Мінейран, Белу-Оризонті Глядачів: 56 800 Арбітр: Марко Антоніо Родрігес (Мексика) |

| 17 червня 2014 19:00 |

| Росія        | 1 – 1           | Південна Корея |
| ------------ | --------------- | -------------- |
| Кержаков 74' | Протокол(англ.) | Лі Кин Хо 68'  |

| Арена Пантанал, Куяба Глядачів: 37 603 Арбітр: Нестор Пітана (Аргентина) |

| 22 червня 2014 19:00 |

| Бельгія    | 1 – 0           | Росія |
| ---------- | --------------- | ----- |
| Оріджі 88' | Протокол(англ.) |       |

| «Маракана», Ріо-де-Жанейро Глядачів: 73 819 Арбітр: Фелікс Брих (Німеччина) |

| 22 червня 2014 13:00 |

| Південна Корея                  | 2 – 4           | Алжир                                       |
| ------------------------------- | --------------- | ------------------------------------------- |
| Сон Хин Мін 50' Ку Ча Чхоль 72' | Протокол(англ.) | Слімані 26' Халіш 28' Джабу 38' Брахімі 62' |

| «Бейра-Ріу», Порту-Алегрі Глядачів: 42 732 Арбітр: Вілмар Ролдан (Колумбія) |

| 26 червня 2014 17:00 |

| Південна Корея | 0 – 1           | Бельгія       |
| -------------- | --------------- | ------------- |
|                | Протокол(англ.) | Вертонген 78' |

| «Сан-Паулу Арена», Сан-Паулу Глядачів: 61 397 Арбітр: Бенджамін Вільямс (Австралія) |

| 26 червня 2014 17:00 |

| Алжир       | 1 – 1           | Росія      |
| ----------- | --------------- | ---------- |
| Слімані 60' | Протокол(англ.) | Кокорін 6' |

| «Арена Байшада», Куритиба Глядачів: 39 311 Арбітр: Джюнейт Чакир (Туреччина) |

## Стадія плей-оф
Якщо будь-який матч плей-оф буде нічийним після 90 хвилин, проводиться додатковий час, який складається з двох таймів по 15 хвилин. Якщо рахунок, як і раніше рівний, у матчі пробивають післяматчеві пенальті, за якими і визначається переможець.
|  | 1/8 фіналу                 | 1/8 фіналу               |                           |       | Чвертьфінал         | Чвертьфінал         |                     |                     | Півфінал | Півфінал |  |  | Фінал | Фінал |
|  |                            |                          |                           |       |                     |                     |                     |                     |          |          |  |  |       |       |
|  | 28 червня — Белу-Оризонті  |                          |                           |       |                     |                     |                     |                     |          |          |  |  |       |       |
|  |                            |                          |                           |       |                     |                     |                     |                     |          |          |  |  |       |       |
|  | Бразилія (пен.)            | 1 (3)                    |                           |       |                     |                     |                     |                     |          |          |  |  |       |       |
|  | Бразилія (пен.)            | 1 (3)                    | 4 липня — Форталеза       |       |                     |                     |                     |                     |          |          |  |  |       |       |
|  | Чилі                       | 1 (2)                    |                           |       |                     |                     |                     |                     |          |          |  |  |       |       |
|  | Чилі                       | 1 (2)                    | Бразилія                  | 2     |                     |                     |                     |                     |          |          |  |  |       |       |
|  | 28 червня — Ріо-де-Жанейро |                          | Бразилія                  | 2     |                     |                     |                     |                     |          |          |  |  |       |       |
|  |                            | Колумбія                 | 1                         |       |                     |                     |                     |                     |          |          |  |  |       |       |
|  | Колумбія                   | Колумбія                 | 1                         | 2     |                     |                     |                     |                     |          |          |  |  |       |       |
|  | Колумбія                   |                          | 8 липня — Белу-Оризонті   | 2     |                     |                     |                     |                     |          |          |  |  |       |       |
|  | Уругвай                    | 0                        |                           |       |                     |                     |                     |                     |          |          |  |  |       |       |
|  | Уругвай                    | 0                        | Бразилія                  | 1     |                     |                     |                     |                     |          |          |  |  |       |       |
|  | 30 червня — Бразиліа       |                          | Бразилія                  | 1     |                     |                     |                     |                     |          |          |  |  |       |       |
|  |                            | Німеччина                | 7                         |       |                     |                     |                     |                     |          |          |  |  |       |       |
|  | Франція                    | Німеччина                | 7                         | 2     |                     |                     |                     |                     |          |          |  |  |       |       |
|  | Франція                    | 4 липня — Ріо-де-Жанейро |                           | 2     |                     |                     |                     |                     |          |          |  |  |       |       |
|  | Нігерія                    | 0                        |                           |       |                     |                     |                     |                     |          |          |  |  |       |       |
|  | Нігерія                    | 0                        | Франція                   | 0     |                     |                     |                     |                     |          |          |  |  |       |       |
|  | 30 червня — Порту-Алегрі   |                          | Франція                   | 0     |                     |                     |                     |                     |          |          |  |  |       |       |
|  |                            | Німеччина                | 1                         |       |                     |                     |                     |                     |          |          |  |  |       |       |
|  | Німеччина                  | Німеччина                | 1                         | 2     |                     |                     |                     |                     |          |          |  |  |       |       |
|  | Німеччина                  |                          | 13 липня — Ріо-де-Жанейро | 2     |                     |                     |                     |                     |          |          |  |  |       |       |
|  | Алжир                      | 1                        |                           |       |                     |                     |                     |                     |          |          |  |  |       |       |
|  | Алжир                      | 1                        | Німеччина                 | 1     |                     |                     |                     |                     |          |          |  |  |       |       |
|  | 29 червня — Форталеза      |                          | Німеччина                 | 1     |                     |                     |                     |                     |          |          |  |  |       |       |
|  |                            | Аргентина                | 0                         |       |                     |                     |                     |                     |          |          |  |  |       |       |
|  | Нідерланди                 | Аргентина                | 0                         | 2     |                     |                     |                     |                     |          |          |  |  |       |       |
|  | Нідерланди                 | 5 липня — Салвадор       |                           | 2     |                     |                     |                     |                     |          |          |  |  |       |       |
|  | Мексика                    | 1                        |                           |       |                     |                     |                     |                     |          |          |  |  |       |       |
|  | Мексика                    | 1                        | Нідерланди                | 0 (4) |                     |                     |                     |                     |          |          |  |  |       |       |
|  | 29 червня — Ресіфі         |                          | Нідерланди                | 0 (4) |                     |                     |                     |                     |          |          |  |  |       |       |
|  |                            | Коста-Рика               | 0 (3)                     |       |                     |                     |                     |                     |          |          |  |  |       |       |
|  | Коста-Рика                 | Коста-Рика               | 0 (3)                     | 1 (5) |                     |                     |                     |                     |          |          |  |  |       |       |
|  | Коста-Рика                 |                          | 9 липня — Сан-Паулу       | 1 (5) |                     |                     |                     |                     |          |          |  |  |       |       |
|  | Греція                     | 1 (3)                    |                           |       |                     |                     |                     |                     |          |          |  |  |       |       |
|  | Греція                     | 1 (3)                    | Нідерланди                | 0 (2) |                     |                     |                     |                     |          |          |  |  |       |       |
|  | 1 липня — Сан-Паулу        |                          | Нідерланди                | 0 (2) |                     |                     |                     |                     |          |          |  |  |       |       |
|  |                            | Аргентина                | 0 (4)                     |       | Матч за третє місце | Матч за третє місце |                     |                     |          |          |  |  |       |       |
|  | Аргентина                  | Аргентина                | 0 (4)                     | 1     | Матч за третє місце | Матч за третє місце |                     |                     |          |          |  |  |       |       |
|  | Аргентина                  | 5 липня — Бразиліа       | 5 липня — Бразиліа        | 1     |                     |                     | 12 липня — Бразиліа | 12 липня — Бразиліа |          |          |  |  |       |       |
|  | Швейцарія                  | 5 липня — Бразиліа       | 5 липня — Бразиліа        | 0     |                     |                     | 12 липня — Бразиліа | 12 липня — Бразиліа |          |          |  |  |       |       |
|  | Швейцарія                  | Аргентина                | 1                         | 0     | Бразилія            | 0                   |                     |                     |          |          |  |  |       |       |
|  | 1 липня — Салвадор         | Аргентина                | 1                         |       | Бразилія            | 0                   |                     |                     |          |          |  |  |       |       |
|  |                            | Бельгія                  | 0                         |       | Нідерланди          | 3                   |                     |                     |          |          |  |  |       |       |
|  | Бельгія                    | Бельгія                  | 0                         | 2     | Нідерланди          | 3                   |                     |                     |          |          |  |  |       |       |
|  | Бельгія                    |                          |                           | 2     |                     |                     |                     |                     |          |          |  |  |       |       |
|  | США                        | 1                        |                           |       |                     |                     |                     |                     |          |          |  |  |       |       |
|  | США                        | 1                        |                           |       |                     |                     |                     |                     |          |          |  |  |       |       |

### 1/8 фіналу
| 28 червня 2014 13:00 |

| Бразилія       | 1 – 1 (дч)      | Чилі       |
| -------------- | --------------- | ---------- |
| Давід Луїз 18' | Протокол(англ.) | Санчес 32' |

| «Мінейран», Белу-Оризонті Глядачів: 57 714 Арбітр: Говард Вебб (Англія) |

|                                                |       | Пенальті                                 |  |
| Давід Луїз · Вілліан · Марсело · Халк · Неймар | 3 – 2 | Пінілья · Санчес · Арангіс · Діас · Хара |  |

| 28 червня 2014 17:00 |

| Колумбія                | 2 – 0           | Уругвай |
| ----------------------- | --------------- | ------- |
| Хамес Родрігес 28', 50' | Протокол(англ.) |         |

| «Маракана», Ріо-де-Жанейро Глядачів: 73 804 Арбітр: Бйорн Кейперс (Нідерланди) |

| 29 червня 2014 13:00 |

| Нідерланди                                      | 2 – 1           | Мексика                |
| ----------------------------------------------- | --------------- | ---------------------- |
| Веслі Снейдер 88' Клас-Ян Гунтелар 90+4' (пен.) | Протокол(англ.) | Джовані дос Сантос 48' |

| «Кастелан», Форталеза Глядачів: 58 817 Арбітр: Педру Проенса (Португалія) |

| 29 червня 2014 17:00 |

| Коста-Рика | 1 – 1 (дч)      | Греція               |
| ---------- | --------------- | -------------------- |
| Руїс 52'   | Протокол(англ.) | Папастатопулос 90+1' |

| «Арена Пернамбуку», Ресіфі Глядачів: 41 242 Арбітр: Бен Вілльямс (Австралія) |

|                                              |       | Пенальті                                     |  |
| Борхес · Руїс · Гонсалес · Кемпбелл · Уманья | 5 – 3 | Мітроглу · Христодулопулос · Холебас · Гекас |  |

| 30 червня 2014 13:00 |

| Франція                   | 2 – 0           | Нігерія |
| ------------------------- | --------------- | ------- |
| Погба 79' Йобо 90+2' (аг) | Протокол(англ.) |         |

| «Національний стадіон», Бразиліа Глядачів: 67 882 Арбітр: Марк Гейгер (США) |

| 30 червня 2014 17:00 |

| Німеччина            | 2 – 1 (дч)      | Алжир        |
| -------------------- | --------------- | ------------ |
| Шюррле 92' Езіл 120' | Протокол(англ.) | Джабу 120+1' |

| «Бейра-Ріу», Порту-Алегрі Глядачів: 43 063 Арбітр: Сандро Річчі (Бразилія) |

| 1 липня 2014 13:00 |

| Аргентина     | 1 – 0 (дч)      | Швейцарія |
| ------------- | --------------- | --------- |
| ді Марія 118' | Протокол(англ.) |           |

| «Арена Корінтіанс», Сан-Паулу Глядачів: 63 225 Арбітр: Йонас Ерікссон (Швеція) |

| 1 липня 2014 17:00 |

| Бельгія                   | 2 – 1 (дч)      | США       |
| ------------------------- | --------------- | --------- |
| Де Брейне 93' Лукаку 105' | Протокол(англ.) | Грін 107' |

| «Фонте-Нова», Салвадор Глядачів: 51 227 Арбітр: Джамель Хаймуді (Алжир) |

### Чвертьфінали
| 4 липня 2014 13:00 |

| Франція | 0 – 1           | Німеччина    |
| ------- | --------------- | ------------ |
|         | Протокол(англ.) | Гуммельс 13' |

| «Маракана», Ріо-де-Жанейро Глядачів: 74 240 Арбітр: Нестор Пітана (Аргентина) |

| 4 липня 2014 17:00 |

| Бразилія                      | 2 – 1           | Колумбія            |
| ----------------------------- | --------------- | ------------------- |
| Тіагу Сілва 7' Давід Луїз 69' | Протокол(англ.) | Родрігес 80' (пен.) |

| «Кастелан», Форталеза Глядачів: 60 342 Арбітр: Карлос Веласко Карбальйо (Іспанія) |

| 5 липня 2014 13:00 |

| Аргентина | 1 – 0           | Бельгія |
| --------- | --------------- | ------- |
| Ігуаїн 8' | Протокол(англ.) |         |

| «Національний стадіон», Бразиліа Глядачів: 68 551 Арбітр: Нікола Ріццолі (Італія) |

| 5 липня 2014 17:00 |

| Нідерланди | 0 – 0 (дч)      | Коста-Рика |
| ---------- | --------------- | ---------- |
|            | Протокол(англ.) |            |

| «Фонте-Нова», Салвадор Глядачів: 51 179 Арбітр: Равшан Ірматов (Узбекистан) |

|                                     |       | Пенальті                                      |  |
| ван Персі · Роббен · Снейдер · Кейт | 4 – 3 | Борхес · Руїс · Гонсалес · Боланьйос · Уманья |  |

### Півфінали
| 8 липня 2014 17:00 |

| Бразилія  | 1 – 7           | Німеччина                                                      |
| --------- | --------------- | -------------------------------------------------------------- |
| Оскар 90' | Протокол(англ.) | Мюллер 11' Клозе 23' Кроос 24', 26' Хедіра 29' Шюррле 69', 79' |

| «Мінейран», Белу-Оризонті Глядачів: 58 141 Арбітр: Марко Антоніо Родрігес (Мексика) |

| 9 липня 2014 17:00 |

| Нідерланди | 0 – 0 (дч)      | Аргентина |
| ---------- | --------------- | --------- |
|            | Протокол(англ.) |           |

| «Сан-Паулу Арена», Сан-Паулу Глядачів: 63 267 Арбітр: Джюнейт Чакир (Туреччина) |

|                                |       | Пенальті                          |  |
| Влар · Роббен · Снейдер · Кейт | 2 – 4 | Мессі · Гарай · Агуеро · Родрігес |  |

### Матч за третє місце
| 12 липня 2014 17:00 |

| Бразилія | 0 – 3           | Нідерланди                                    |
| -------- | --------------- | --------------------------------------------- |
|          | Протокол(англ.) | ван Персі (пен.) 3' Блінд 17' Вейналдум 90+1' |

| «Національний стадіон», Бразиліа Глядачів: 68 034 Арбітр: Джамель Хаймуді (Алжир) |

### Фінал
| 13 липня 2014 16:00 |

| Німеччина  | 1 – 0           | Аргентина |
| ---------- | --------------- | --------- |
| Гетце 113' | Протокол(англ.) |           |

| «Маракана», Ріо-де-Жанейро Глядачів: 74 738 Арбітр: Нікола Ріццолі (Італія) |

## Чемпіон
| Переможець чемпіонату світу з футболу 2014 року: |
| ------------------------------------------------ |
| Німеччина Четвертий титул                        |

## Статистика

### Бомбардири
6 голів
- Хамес Родрігес

5 голів
- Томас Мюллер

4 голи
- Ліонель Мессі
- Неймар
- Робін ван Персі

3 голи
- Еннер Валенсія
- Ар'єн Роббен
- Андре Шюррле
- Карім Бензема
- Джердан Шакірі

2 голи
- Тім Кегілл
- Абдельмумен Джабу
- Іслам Слімані
- Давід Луїз
- Оскар
- Андре Аю
- Асамоа Г'ян
- Джексон Мартінес
- Браян Руїс
- Вільфред Боні
- Жервіньйо
- Ахмед Муса
- Мемфіс Депай
- Маріо Гетце
- Матс Гуммельс
- Мірослав Клозе
- Тоні Кроос
- Клінт Демпсі
- Луїс Суарес
- Маріо Манджукич
- Іван Перишич
- Алексіс Санчес

1 гол
- Міле Єдинак
- Ясін Брахімі
- Соф'ян Фегулі
- Рафік Халіш
- Вейн Руні
- Деніел Старрідж
- Анхель ді Марія
- Гонсало Ігуаїн
- Маркос Рохо
- Кевін Де Брейне
- Ян Вертонген
- Ромелу Лукаку
- Дріс Мертенс
- Дівок Оріджі
- Маруан Феллайні
- Ведад Ібішевич
- Едін Джеко
- Міралем П'янич
- Авдія Вршаєвич
- Тіагу Сілва
- Фернандінью
- Фред
- Карло Костлі
- Сократіс Папастатопулос
- Андреас Самаріс
- Йоргос Самарас
- Реза Ґучаннежад
- Маріо Балотеллі
- Клаудіо Маркізіо
- Хабі Алонсо
- Давід Вілья
- Хуан Мата
- Фернандо Торрес
- Жоель Матіп
- Пабло Армеро
- Теофіло Гутьєррес
- Хуан Кінтеро
- Хуан Куадрадо
- Оскар Дуарте
- Хоель Кемпбелл
- Марко Уренья
- Андрес Гуардадо
- Джовані дос Сантос
- Рафаель Маркес
- Орібе Перальта
- Чичаріто
- Пітер Одемвінгіе
- Дейлі Блінд
- Джорджиніо Вейналдум
- Стефан де Врей
- Клас-Ян Гунтелар
- Веслі Снейдер
- Лерой Фер
- Месут Езіл
- Самі Хедіра
- Ку Ча Чхоль
- Лі Кин Хо
- Сон Хин Мін
- Сілвестре Варела
- Нані
- Кріштіану Роналду
- Олександр Кержаков
- Олександр Кокорін
- Джон Брукс
- Джуліан Грін
- Джермейн Джонс
- Дієго Годін
- Едінсон Кавані
- Матьйо Вальбуена
- Олів'є Жіру
- Блез Матюйді
- Поль Погба
- Мусса Сіссоко
- Івиця Олич
- Чарлес Арангіс
- Жан Босежур
- Хорхе Вальдівія
- Едуардо Варгас
- Граніт Джака
- Блерім Джемайлі
- Адмір Мехмеді
- Гаріс Сеферович
- Сіндзі Окадзакі
- Кейсуке Хонда

Автоголи
У порядку забивання
- Марсело (проти Хорватії)
- Ноель Вальядарес (проти Франції)
- Сеад Колашинаць (проти Аргентини)
- Джон Боє (проти Португалії)
- Джозеф Йобо (проти Франції)

### Розподіл місць
| №                         | Команда              | Група | І | В | Н | П | М+ | М- | РМ  | О  |
| ------------------------- | -------------------- | ----- | - | - | - | - | -- | -- | --- | -- |
| Фінал                     |                      |       |   |   |   |   |    |    |     |    |
| 1                         | Німеччина            | G     | 7 | 6 | 1 | 0 | 18 | 4  | +14 | 19 |
| 2                         | Аргентина            | F     | 7 | 5 | 1 | 1 | 8  | 4  | +4  | 16 |
| 3 та 4 місця              |                      |       |   |   |   |   |    |    |     |    |
| 3                         | Нідерланди           | B     | 7 | 5 | 2 | 0 | 15 | 4  | +11 | 17 |
| 4                         | Бразилія             | A     | 7 | 3 | 2 | 2 | 11 | 14 | -3  | 11 |
| Вибули у чвертьфіналах    |                      |       |   |   |   |   |    |    |     |    |
| 5                         | Колумбія             | C     | 5 | 4 | 0 | 1 | 12 | 4  | +8  | 12 |
| 6                         | Бельгія              | H     | 5 | 4 | 0 | 1 | 6  | 3  | +3  | 12 |
| 7                         | Франція              | E     | 5 | 3 | 1 | 1 | 10 | 3  | +7  | 10 |
| 8                         | Коста-Рика           | D     | 5 | 2 | 3 | 0 | 5  | 2  | +3  | 9  |
| Вибули в 1/8 фіналу       |                      |       |   |   |   |   |    |    |     |    |
| 9                         | Чилі                 | B     | 4 | 2 | 1 | 1 | 6  | 4  | +2  | 7  |
| 10                        | Мексика              | A     | 4 | 2 | 1 | 1 | 5  | 3  | +2  | 7  |
| 11                        | Швейцарія            | E     | 4 | 2 | 0 | 2 | 7  | 7  | 0   | 6  |
| 12                        | Уругвай              | D     | 4 | 2 | 0 | 2 | 4  | 6  | –2  | 6  |
| 13                        | Греція               | C     | 4 | 1 | 2 | 1 | 3  | 5  | −2  | 5  |
| 14                        | Алжир                | H     | 4 | 1 | 1 | 2 | 7  | 7  | 0   | 4  |
| 15                        | США                  | G     | 4 | 1 | 1 | 2 | 5  | 6  | −1  | 4  |
| 16                        | Нігерія              | F     | 4 | 1 | 1 | 2 | 3  | 5  | −2  | 4  |
| Вибули на груповому етапі |                      |       |   |   |   |   |    |    |     |    |
| 17                        | Еквадор              | E     | 3 | 1 | 1 | 1 | 3  | 3  | 0   | 4  |
| 18                        | Португалія           | G     | 3 | 1 | 1 | 1 | 4  | 7  | –3  | 4  |
| 19                        | Хорватія             | A     | 3 | 1 | 0 | 2 | 6  | 6  | 0   | 3  |
| 20                        | Боснія і Герцеговина | F     | 3 | 1 | 0 | 2 | 4  | 4  | 0   | 3  |
| 21                        | Кот-д'Івуар          | C     | 3 | 1 | 0 | 2 | 4  | 5  | −1  | 3  |
| 22                        | Італія               | D     | 3 | 1 | 0 | 2 | 2  | 3  | –1  | 3  |
| 23                        | Іспанія              | B     | 3 | 1 | 0 | 2 | 4  | 7  | −3  | 3  |
| 24                        | Росія                | H     | 3 | 0 | 2 | 1 | 2  | 3  | −1  | 2  |
| 25                        | Гана                 | G     | 3 | 0 | 1 | 2 | 4  | 6  | −2  | 1  |
| 26                        | Англія               | D     | 3 | 0 | 1 | 2 | 2  | 4  | −2  | 1  |
| 27                        | Південна Корея       | H     | 3 | 0 | 1 | 2 | 3  | 6  | −3  | 1  |
| 28                        | Іран                 | F     | 3 | 0 | 1 | 2 | 1  | 4  | −3  | 1  |
| 29                        | Японія               | C     | 3 | 0 | 1 | 2 | 2  | 6  | −4  | 1  |
| 30                        | Австралія            | B     | 3 | 0 | 0 | 3 | 3  | 9  | −6  | 0  |
| 31                        | Гондурас             | E     | 3 | 0 | 0 | 3 | 1  | 8  | −7  | 0  |
| 32                        | Камерун              | A     | 3 | 0 | 0 | 3 | 1  | 9  | −8  | 0  |